# Cercle Mercantil (Palafrugell)
El Cercle Mercantil (oficialment Círculo Mercantil) és un antic casino cultural de Palafrugell (Baix Empordà). L'edifici del segle xix on estava situat està inclòs en l'Inventari del Patrimoni Arquitectònic de Catalunya. Popularment es coneixia com el casino dels senyors, en contraposició al seu veí, el Centre Fraternal de gent treballadora, de la mateixa època i estil.

## Descripció
És un edifici entre mitgeres, de planta baixa i dos pisos. Presenta una composició simètrica de façana. A la planta baixa hi ha tres obertures d'arc de mig punt; les dues de l'esquerra són finestres i la de la dreta és la porta d'accés. Al primer pis hi ha tres grans finestres d'arc de mig punt, i al segon pis un balcó corregut de tres obertures de la mateixa tipologia, sostingut per mènsules decorades. L'edifici es corona amb una cornisa motllurada i una barana. Hi són remarcables els espais interiors, amb estructures i decoració originals.

## Història
L'edifici de l'antic Cercle Mercantil data del segle xix. El 29 de juliol de 1877 va ser aprovat per l'ajuntament el projecte d'obra presentat el dia anterior i signat per Josep Ferrer i Bataller, mestre d'obres local; el propietari era J. Peya. L'edifici va ser la seu de diferents casinos i cafès.
El Cercle Mercantil es va fundar el 21 de maig de 1904 de mans d'un grup de palafrugellencs de l'alta burgesia que decidiren obrir un casino selecte per a la classe benestant del poble.
Està situat al costat del Centre Fraternal que data del 1878 i amb el qual forma un conjunt unitari. El Cercle Mercantil és el Casino dels senyors, en contraposició al seu veí, el Centre Fraternal de gent treballadora, de la mateixa època i estil.
El 1916, amb la presidència de Francesc Sagrera, es suprimeix la quota d'entrada i s'inicia una obertura social (comerciants, mecànics) que continuarà fins a la Guerra Civil Espanyola. El contracte d'arrendament finalitzà el maig de 1989 i el propietari decidí no renovar-lo. El juny de 1990 i durant els següents mesos la societat es va instal·lar en una sala annexa al cafè del núm. 19 del carrer de la Rajola. Actualment no s'ha dissolt, però no té seu ni activitat.
Finalment, adquirit l'edifici del Mercantil per l'Ajuntament de Palafrugell, l'any 2009 s'hi van dur a terme obres de rehabilitació.
El seu fons documental es conserva a l'Arxiu Municipal de Palafrugell.